# Julia Born
Julia Born (* 1975 in Zürich) ist eine Schweizer Grafikdesignerin.

## Leben
Nach ihrem Studium an der Gerrit Rietveld Academie arbeitete sie in den Niederlanden und der Schweiz. Sie war Mitglied der Auswahljury der Schönsten Schweizer Bücher von 2002 bis 2006. 2008 gewann sie den Inform Preis für konzeptionelles Gestalten, für den sie ihre eigene Ausstellung mit dem Titel Title of the Show kuratieren konnte, in der sie diverse Ausschnitte ihrer Arbeiten an den Wänden der Räumlichkeiten präsentierte und damit den Raum in Buchseiten verwandelte.
Zwischen 2005 und 2008 war sie Art Director des Metropolis M, eines holländischen Magazins für zeitgenössische Kunst. Außerdem hält sie kontinuierlich Vorträge und unterrichtet Workshops an diversen Design-Hochschulen, wie der HfG Karlsruhe. 2008 war sie Tutor für Grafikdesign an der Yale School of Art, einer Fakultät der Universität Yale. Einige Jahre arbeitete sie mit dem holländischen Modedesigner Joff zusammen.
Born lebt in Amsterdam.

## Preise
- 2003, 2004, 2007, 2008, 2009, 2010, 2011: Die schönsten Schweizer Bücher
- 2003, 2007: Eidgenössischer Preis für Design
- 2007: Best Designed Books, Stedelijk Museum, Amsterdam
- 2008: Inform. Preis für konzeptionelles Gestalten
- 2008: Charlotte Köhler Preis

## Ausstellungen
- 2009: Title of the Show, Leipzig (Einzelausstellung)